# Capella del Nen Jesús de Praga
La Capella del Nen Jesús de Praga és una obra amb elements neoclàssics de la Ràpita (Montsià) protegida com a Bé Cultural d'Interès Local.

## Descripció
Imatge situada en una fornícula encastada a nivell de la planta pis de la façana de l'edifici. La imatge és de guix policromat.

## Història
Descripció de la fornícula tal com era en l'edifici anterior:
Fornícula sobre parament de maçoneria revocat situada a la partició de dos edificis i a l'altura dels balcons del primer pis. Té l'arc de mig punt i està emmarcada amb fusta i a la part exterior per un frontó corbat sustentat sobre columnetes. Tot cobert amb rajoles color beix fa molt poc temps. La imatge és de guix policromat sense interès artístic.
A la clau de l'arc rebaixat de l'edifici de l'esquerra amb pedra picada: "1866".